# Max et sa belle-mère
Pour plus de détails, voir Fiche technique et Distribution.
 (juillet 2025).

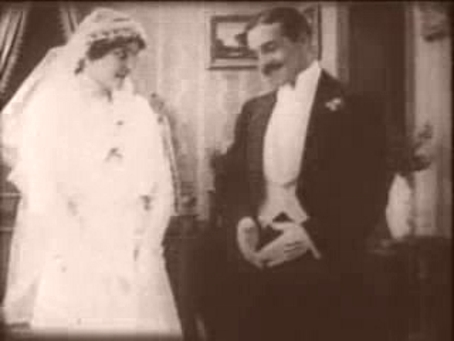
Scene du court-métrage

Max et sa belle-mère est un court métrage muet français réalisé en 1911 par Max Linder.

## Synopsis
Max vient de se marier et désire être seul avec sa femme. Mais la belle-mère reste tout le temps avec eux (dans le salon, dans la cuisine, dans la chambre...). Même pour le voyage de noces à la montagne, elle les accompagne. Max se venge avec les sports d'hiver, car la belle-mère veut faire les mêmes activités que le couple (patinage, luge, ski...). Mais à la fin, elle en a assez et se réconcilie avec Max, promettant de les laisser tranquilles.

## Fiche technique
- Titre : Max et sa belle-mère
- Réalisation : Max Linder
- Conseiller technique : Lucien Nonguet
- Scénario : Max Linder
- Directeur de la photographie : Émile Pierre
- Production : Pathé frères
- Durée : 590 m - 24 min 15 s
- Genre : Comédie
- Date de sortie :
  -  Autriche : 28 avril 1911
  -  France : 11 août 1911

## Distribution
- Max Linder : Max
- Paulette Lorsy : la femme de Max
- Pâquerette : la belle-mère de Max
- Léon Belières
- Charles de Rochefort
- Jacques Vandenne
- Saturnin Fabre
- Gabrielle Lange